# 保持冷静，继续前进

Keep Calm and Carry On

《保持冷静，继续前进》（KEEP CALM AND CARRY ON）是1939年第二次世界大战开始时英国政府制作的宣传海报，原计划在纳粹德國占领英国后，用以鼓舞民众的士气。这张海报由于发行量有限，最初并不为人所知。2000年它被人发现并被众多商家印刷发行以作为产品的装饰主题。到2012年为止，已收集到了15份当年印刷的海报。

## 历史
这一海报最初为英国新闻部在二战初期制作，旨在在战争到来时鼓舞英国公众的士气。当时这张海报共印刷了250万份以上，预计在纳粹德國占领英国后使用。由于纳粹德国在不列颠战役中的失利，这张海报实际分发使用的数量很有限。
此海报是三张系列海报中的一张，另外两张是（自由正受到威胁，尽你所能来保卫它；共印刷40万张）和（你的勇气、你的乐观、你的决心将为我们带来胜利；共印刷80万张）。由于新闻部预计战争最开始的几周公众士气将较为低落，因此他們印刷了很多張海報。
印制海报的计划始于1939年4月，在6月份时确定了海报设计，8月份则交付印刷，预计在战争爆发24小时内能够立刻投入使用。在设计时希望能够有新闻部统一的样式，其字体易于识别，并且能让人感受到这一信息来自国王，因此海报的最上方放了一个都铎王冠的图像。政府工作員想出了這個標語，因為這句話以体现“每个公民的个人责任”，並且內容也通俗易懂。战争期间较为人所知的是同系列（你的勇气）的海报，这是英国新闻部制成的第一张海报。

## 再发现和商品化
2000年，一张海报在英国诺森伯兰郡阿尼克的一家二手书店——巴特書店（Barter Books）中被发现。根据英国版权法，这一海报作为政府制成的艺术作品已在50年后进入公有领域。书店的所有者斯图尔特·曼利和玛丽·曼利因此在顾客的要求下复印了多份海报。随后这一图案在诸如衣物、茶杯、门垫等零售商品上流行开来，同时也产生了许多该海报的衍生作品。
《经济学人》认为这一怀旧海报反映了典型的英国性格，其流行原因在于它直接反映了国民所设想中的英国人形象：低调、勇敢而略显刻板，能在轰炸中照常煮茶的性格。在2007年金融危机中这一海报也流行起来。许多英国医院的员工休息室中贴有这张海报，其标语也被英国护士作为非正式的口号。在唐宁街10号首相战略部以及白金汉宫宮務大臣的办公室内亦贴有这张海报。2001至2009年期间曼利夫妇共出售了4.1万份这一海报的复制品。